# Cedar Walton
Cedar Anthony Walton, Junior (Dallas, 17 de enero de 1934 – Brooklyn, 19 de agosto de 2013) fue un destacado pianista estadounidense de jazz, estilo hard bop. 

## Biografía
Cedar Walton nació y pasó los primeros años de su vida en Dallas, Tejas. Comenzó a tocar el piano desde los diez años, principalmente motivado por su propia madre, que era profesora de este instrumento. El interés por el jazz le llegaría también muy pronto gracias a su familia, ya que su padre era un gran aficionado al jazz. Su debut artístico fue en Dallas en distintos grupos de blues, donde tocó junto a David Noon entre otros. 
Posteriormente, se trasladó con su familia a Denver, en cuya Universidad estudió durante tres años antes de decidir dedicarse profesionalmente a la música. Después de su paso por la Universidad, Walton se trasladó a Nueva York en 1955. 
Después de un periodo de dos años en el ejército, donde actuó en un conjunto de jazz, se unió a la banda de Kenny Dorham. Luego participaría con otros músicos, como Gigi Gryce, Lou Donaldson y con la formación del trombonista J. J. Johnson, sustituyendo al pianista Tommy Flanagan. Entre 1960 y 1961 perteneció al sexteto The Jazztet, liderado por el trompetista Art Farmer y el saxofonista Benny Golson, con los que grabaría dos destacados discos: Big City Sounds y The Jazztet and John Lewis.
En 1961, ingresó en los Jazz Messengers, banda liderada por el baterista, Art Blakey, donde permaneció hasta 1964 siendo, además de pianista, arreglista y compositor. Con los Messengers, hizo giras internacionales participando en varios discos, como "Free For All" o "Mosaic", entre otros. Tras dejar la banda de Art Blakey, inició su carrera en solitario creando sus propios grupos como líder. Formó diversos tríos y cuartetos, a la vez que colaboraba con cantantes como Etta James o Abbey Lincoln.
En 1974, trabajó junto a Eddie Harris, Blue Mitchell, Lee Morgan, Freddie Hubbard y Milt Jackson. A principios de los ochenta, Walton, destacó al frente del cuarteto Eastern Rebellion junto a George Coleman y Sam Jones. Luego se incorporaron, Billy Higgins (batería), Tony Dumas (contrabajo), Bob Berg (saxofón). Con esta formación hizo varias giras por Europa.
Falleció el 19 de agosto de 2013 en su casa de Brooklyn, a los 79 años.

## Colaboraciones
Cedar Walton ha actuado con destacados grupos y músicos de jazz, como el Timeless All-Stars (sexteto formado por Harold Land, Bobby Hutcherson, Curtis Fuller, Buster Williams y Billy Higgins), Milt Jackson, Frank Morgan, Dexter Gordon, los vocalistas Ernestine Anderson, Freddy Cole, Madeline Eastman, The Trumpet Summit Band, etcétera.

## Discografía

### Como líder
- 1967: Cedar! (Prestige Records)
- 1968: Spectrum (Prestige Records)
- 1969: Plays Cedar Walton, 1967-69, (Prestige Records)
- 1969: Soul Cycle (Prestige Records)
- 1972: Breakthrough! (Muse)
- 1974: Firm Roots (Muse)
- 1975: Mobius (MCA Records)
- 1975: Eastern Rebellion, Vol. 1 (Timeless Records)
- 1976: The Pentagon (East Wind)
- 1977: First Set (SteepleChase)
- 1977: Second Set (SteepleChase)
- 1977: Third Set (SteepleChase)
- 1977: Eastern Rebellion 2 (Timeless Records)
- 1978: Animation (Columbia)
- 1980: Soundscapes (CBS Records)
- 1980: The Maestro (Muse Records)
- 1982: Among Friends (Evidence)
- 1985: The Trio, Vol. 1 (Red)
- 1985: The Trio, Vol. 2 (Red)
- 1985: The Trio, Vol. 3 (Red)
- 1985: Cedar's Blues (Red)
- 1985: Bluesville Time (Criss Cross)
- 1986: Up Front (Timeless Records)
- 1986: Cedar Walton Plays (Delos)
- 1987: This Is For You, John (Timeless Records)
- 1990: Eastern Rebellion - Mosaic (Musicmasters)
- 1992: Live at Maybeck (Concord Jazz)
- 1992: Manhattan Afternoon (Criss Cross)
- 1992: Eastern Rebellion- Simple Pleasure (Musicmasters)
- 1994: Eastern Rebellion - Just One of Those... Nights At The Village Vanguard (Musicmasters)
- 1996: Composer (Astor Place)
- 1999: Roots (Astor Place)
- 2001: Promise Land (Highnote Records)
- 2002: Latin Tinge (Highnote Records)
- 2005: Naima (Savoy Jazz)
- 2005: Underground Memoirs (Highnote Records)
- 2006: One Flight Down (Highnote Records)
- 2008: Seasoned Wood (Highnote Records)

### Acompañando a otros músicos
Con Donald Byrd
- 1967: Slow Drag (Blue Note)

Con Art Blakey & The Jazz Messengers
- 1961: Mosaic (Blue Note)
- 1964: Free For All (Blue Note)
- 1964: Indestructible (Blue Note)